# 松本盛雄
松本 盛雄（まつもと もりお、1952年 - ）は、日本の外交官。瀋陽総領事や、立命館アジア太平洋大学教授を経て、2014年（平成26年）から2016年（平成28年）まで、パプアニューギニア駐箚特命全権大使を務めた。

## 経歴・人物
東京都生まれ。1976年東京外国語大学外国語学部中国語学科卒業、外務省入省。1977年から復旦大学や香港中文大学に留学。1997年在中華人民共和国日本国大使館領事部長。2001年在香港日本国総領事館経済部長。2004年在香港日本国総領事館政策広報文化交流部長。アジア大洋州局日中経済室長を経て、2008年瀋陽総領事。2012年立命館アジア太平洋大学アジア太平洋学部教授。アジア大洋州局中国・モンゴル第一課企画官を経て、2014年から駐パプアニューギニア特命全権大使を務めた。

## 著書
- 『中国色とりどり』エヌエヌエー 2004年
- 『外交官から見た日中経済交流』（共著）東京大学出版会 2012年